# Ainda É Tudo Seu
Ainda é Tudo Seu é uma canção da cantora Luiza Possi com a participação do cantor e vocalista do Exaltasamba Thiaguinho. A canção foi lançada como primeiro single do seu 6º álbum Seguir Cantando.

## Sobre a Canção
Para compor a letra, Luiza se inspirou em vários momentos da sua vida. “Às vezes as músicas falam de várias histórias ao mesmo tempo. Essa começa falando de uma pessoa e depois passa para outra”, confidenciou aos risos a CARAS Online. “E depois já vira uma coisa geral 'as horas vivem com pressa eu ando devagar, segredos moram comigo eu gosto de contar pro céu'. Isso tudo são partes da minha história”, disse.

## Composição
No dia 15 de junho, Luiza se apresentou no Teatro das Artes, em São Paulo. O show contou com a participação do vocalista do Exaltasamba, Thiaguinho. Além de cantar "Tá vendo aquela lua" , sucesso do Exalta, a loira e o cantor mostraram ao público uma música inédita. "O Thiaguinho se emocionou muito com essa música, e eu por ele ter se emocionado", disse Luiza antes de cantar e tocar no piano sua mais nova canção.
"Ainda é tudo seu" é mais uma composição de Luiza Possi que estará em seu novo DVD, "Seguir cantando". Ela foi gravada com participação especial de Thiaguinho, na casa da cantora, e só no show do dia 15 de junho é que veio ao conhecimento do público. No dia seguinte, os vídeos de Luiza Possi cantando "Ainda é tudo seu" já tinham um grande número de acessos, que só tem aumentado. "To muito chocada com o alcance dessa musica cara! em 2 dias tem mais de 60.000 views dessa musica no show!", afirmou a loira em seu Twitter.

## Desempenho nas Paradas
"Ainda é Tudo Seu" é a primeira canção de Luiza a receber airplay desde "Seu Nome" (2006). A canção também é a sua primeira canção em 5 anos a tocar nas rádios do Nordeste. Muitos acreditam que a participação do popular Thiaguinho é a razão pelo sucesso da canção.

## Videoclipe
O clipe foi lançado no dia 20 de julho. O vídeo mostra os bastidores da gravação da música no estúdio que fica na casa de Luiza.

### Posição nas paradas
| Paradas (2011) | Posição |
| -------------- | ------- |
| Hot 100 Rádio  | 46      |